# 居酒屋「昭和」
「居酒屋「昭和」」（いざかや「しょうわ」）は、2020年12月9日に発売された八代亜紀の109枚目のシングルである。

## 解説
2曲それぞれが第53回日本作詩大賞新人賞の最優秀賞と優秀賞を獲得しており、両曲共に八代が作曲に参加した。

## 収録曲
1. 居酒屋「昭和」（4:38）[1]
作詞：中山正好
作曲：大谷明裕、八代亜紀
編曲：竹内弘一
2. 月ノ小舟（4:29）[1]
作詞：竹内清訓
作曲：八代亜紀
編曲：鎌田雅人
3. 居酒屋「昭和」（オリジナル・カラオケ）（4:38）[1]
4. 月ノ小舟（オリジナル・カラオケ）（4:28）[1]